# Paleo Trikeri
Paleo Trikeri (en griego, Παλαιό Τρίκερι) es una isla griega localizada en el golfo Pagasético, en el mar Egeo. Administrativamente, pertenece al municipio de Trikeri de la unidad periférica de Magnesia, en la periferia de Tesalia. En el censo de 2011 contaba con 59 habitantes.
Antiguamente recibía el nombre de Cicineto (Κικύνηθος). Es mencionada por Pseudo-Escilax. Estrabón dice que Artemidoro situaba allí una ciudad, pero no da datos adicionales sobre ella.